# Селище будинку відпочинку Володимира Ілліча
Селище Будинку відпочинку Володимира Ілліча (рос. Поселок дома отдыха Владимира Иллича) знаходиться у Солнечногорському районі Московської області Російської Федерації.

## Розташування
Селище Будинку відпочинку Володимира Ілліча входить до складу міського поселення Солнечногорськ, воно розташовано на північ від Солнечногорська, поруч із озером Сенеж. Найближчий населений пункт — Осипово.

## Населення
Станом на 2002 рік у селищі проживало 222 особи.